# Passer luteus
Passer luteus là một loài chim trong họ Passeridae.